# Assault Heroes 2
Assault Heroes 2 es la secuela de Assault Heroes, un videojuego de disparos de arriba hacia abajo, estilo arcade, desarrollado por el chileno Wanako Games. El juego fue lanzado el 14 de mayo de 2008.

## Jugabilidad
La jugabilidad básica sigue siendo la misma que la del primer Assault Heroes, pero ahora el jugador tiene la capacidad de secuestrar unidades enemigas, lo que permite a los jugadores manejar vehículos como tanques y helicópteros. El juego también cuenta con áreas subterráneas y aéreas para caminar únicamente, con mapas más grandes que las guaridas subterráneas para caminar del juego anterior.

## Multijugador
El juego aún admite el modo multijugador cooperativo para dos jugadores, tanto en línea como fuera de línea, y los compañeros de equipo ahora pueden vincular armas para aumentar el daño.

## Recepción
Tom McShea de GameSpot calificó el juego con un 7,5/10 diciendo: «A pesar de la falta de innovación, este es uno de los mejores shooters del servicio, un juego de la vieja escuela sumamente divertido». IGN le ha dado al juego una puntuación de 8,5/10: «Uno de los mejores shooters de XBLA ha vuelto» y « Assault Heroes 2 es un gran juego para Xbox Live Arcade, especialmente si nunca has jugado al original. Cambia y mejora elementos del original sin perder lo que a todo el mundo le encantaba del primer juego».